# Nettie (Virginia Occidental)
Nettie es un lugar designado por el censo (en inglés, census-designated place, CDP) situado en el condado de Nicholas, Virginia Occidental, Estados Unidos. Según el censo de 2020, tiene una población de 483 habitantes.

## Geografía
La localidad está ubicada en las coordenadas 38°13′3″N 80°42′0″O / 38.21750, -80.70000. Según la Oficina del Censo, tiene una superficie total de 8.17 km², de los cuales 8.16 km² corresponden a tierra firme y 0.01 km² están cubiertos de agua.

## Demografía
Según el censo de 2020, hay 483 personas residiendo en la localidad. La densidad de población es de 60 hab./km². El 95.65% de los habitantes son blancos, el 0.21% es afroamericano, el 0.62% son asiáticos y el 3.52% son de una mezcla de razas. Del total de la población, el 0.41% son hispanos o latinos de cualquier raza.